# Prohibido
Prohibido è un singolo del rapper italiano Lele Blade, pubblicato il 17 luglio 2020.

## Video musicale
Il videoclip, diretto da Tony Ruggiero per Nomods Film, è stato pubblicato il 21 luglio 2020 sul canale YouTube di Lele Blade.

## Tracce
1. Prohibido – 3:25